# Lista siturilor arheologice din județul Maramureș - R
Lista siturilor arheologice din județul Maramureș - R conține toate siturile arheologice din județul Maramureș înscrise în Repertoriul Arheologic Național (RAN) și aflate în localități al căror nume începe cu litera R. RAN este administrat de Ministerul Culturii și Patrimoniului Național și cuprinde date științifice, cartografice, topografice, imagini și planuri, precum și orice alte informații privitoare la zonele cu potențial arheologic, studiate sau nu, încă existente sau dispărute.
Puteți căuta un sit din localitățile care încep cu litera R folosind formularul de mai jos sau puteți naviga prin toate siturile din județ la Lista siturilor arheologice din județul Maramureș.
| Cod RAN                                 | Denumire | Localitate                  | Adresă             | Datare        | Descoperit                               | Coordonate | Imagine           | Erori            |
| --------------------------------------- | --- | --------------------------- | ------------------ | ------------- | ---------------------------------------- | ---------- | ----------------- | ---------------- |
| 108561.01 (Cod LMI: MM-II-m-A-04616)    | Situl Bisericii "Sf. Apostoli Filip și Iacob" a Mănăstirii Eremite din Remeți / ansamblu anonim (Categorie: structură de cult/religioasă)                                                                                              | sat Remeți, comuna Remeți   | 413                |               |                                          |            | Încărcați imagine | Raportați eroare |
| 108561.01.01 (Cod LMI: MM-II-m-A-04616) | Situl Bisericii "Sf. Apostoli Filip și Iacob" a Mănăstirii Eremite din Remeți / ansamblu Mănăstirea catolică a ordinului Sfântului Paul, primul eremit "Sf. Fecioară Maria" (Categorie: structură de cult/religioasă) (Tip: Mănăstire) | sat Remeți, comuna Remeți   | 413                | 1363          |                                          |            | Încărcați imagine | Raportați eroare |
| 108561.01.02 (Cod LMI: MM-II-m-A-04616) | Situl Bisericii "Sf. Apostoli Filip și Iacob" a Mănăstirii Eremite din Remeți / ansamblu Biserica "Sf. Apostoli Filip și Iacob" (Categorie: structură de cult/religioasă) (Tip: biserică)                                              | sat Remeți, comuna Remeți   | 413                | sec. XVI-XVII |                                          |            | Încărcați imagine | Raportați eroare |
| 108561.01.03 (Cod LMI: MM-II-m-A-04616) | Situl Bisericii "Sf. Apostoli Filip și Iacob" a Mănăstirii Eremite din Remeți / ansamblu Biserica ucraineană "Sf. Petru și Pavel" (Categorie: structură de cult/religioasă) (Tip: biserică)                                            | sat Remeți, comuna Remeți   | 413                | sec. XVIII    |                                          |            | Încărcați imagine | Raportați eroare |
| 108703.01.01                            | Așezarea din epoca bronzului de la Ruscova / ansamblu anonim (Categorie: locuire) (Tip: Așezare) | sat Ruscova, comuna Ruscova |                    |               |                                          |            | Încărcați imagine | Raportați eroare |
| 106933.01.01                            | Așezarea din epoca bronzului de la Rogoz - Șesurile Rogozului / ansamblu anonim (Categorie: locuire) (Tip: Așezare) | sat Rogoz, oraș Târgu Lăpuș | Șesurile Rogozului | Lăpuș         | G. Moldovan, D. Pop, C. Kacso 22.08.2002 |            | Încărcați imagine | Raportați eroare |
| 106942.01.01                            | Situl arheologic de la Rohia - Poderei / ansamblu anonim (Categorie: locuire) (Tip: Așezare) | sat Rohia, oraș Târgu Lăpuș | Poderei            |               | M.Câmpean, Z. Șomcutean 18.06.2002       |            | Încărcați imagine | Raportați eroare |
| 106942.01.02                            | Situl arheologic de la Rohia - Poderei / ansamblu anonim (Categorie: locuire) (Tip: Așezare) | sat Rohia, oraș Târgu Lăpuș | Poderei            | sec. III-IV   | M.Câmpean, Z. Șomcutean 18.06.2002       |            | Încărcați imagine | Raportați eroare |